# Jesse Pintado
Jesus Ernesto Pintado Andrade, detto Jesse (Sonora, 12 luglio 1969 – Ridderkerk, 27 agosto 2006), è stato un chitarrista messicano naturalizzato statunitense.

## Biografia
Nato nello Stato messicano di Sonora, da adolescente si è trasferito negli Stati Uniti.
Ha iniziato a suonare col gruppo Terrorizer, registrando l'album World Downfall nella seconda metà degli anni '80.
Dopo aver lasciato il gruppo, in cui è stato sostituito da Bill Steer, è entrato nel 1989 nella formazione dei Napalm Death subito prima delle registrazioni di Harmony Corruption. Nel 2004 ha ufficialmente lasciato questa band per rientrare nei Terrorizer, partecipando a Darker Days Ahead.
Ha anche lavorato con Brujeria (Brujerizmo, 2000) e Lock Up (due album tra il 1999 e il 2002).
È morto nei Paesi Bassi a soli 37 anni, alcune settimane dopo l'uscita di Darker Days Ahead. La sua morte è legata a complicazioni legate a un'insufficienza epatica e al coma diabetico.

## Discografia

### Napalm Death
Album studio
- Harmony Corruption (1990)
- Utopia Banished (1992)
- Fear, Emptiness, Despair (1994)
- Diatribes (1996)
- Inside the Torn Apart (1997)
- Words from the Exit Wound (1998)
- Enemy of the Music Business (2000)

Pintado è anche accreditato per Order of the Leech e Leaders Not Followers: Part 2, tuttavia non contribuisce a questi lavori.
Compilation
- Death by Manipulation (1992)
- The Peel Sessions (1993)
- The Complete Radio One Sessions (2000)
- Noise for Music's Sake (2003)

Live
- The Peel Sessions (1989)
- Live Corruption (1990)
- Bootlegged in Japan (1998)
- Punishment in Capitals (2002)

DVD e VHS
- Live Corruption (1991)
- The DVD (2001)
- Punishment in Capitals (2002)

### Terrorizer
Album studio
- World Downfall (1989)
- Darker Days Ahead (2006)

Compilation
- From the Tomb (2003)

### Lock Up
Album studio
- Pleasures Pave Sewers (1999)
- Hate Breeds Suffering (2002)

### Resistant Culture
Album studio
- Welcome to Reality (2005)

Live
- Live in Japan (2005)

### Brujeria
Album studio
- Brujerizmo (2000)

Raccolte
- Mextremist! Greatest Hits (2001)
- The Mexecutioner! - The Best of Brujeria (2003)
- The Singles (2006)